# Enter Shikari
Enter Shikari är ett brittiskt post-hardcoreband bildat 2003 i St Albans, Hertfordshire, England.

## Allmänt
Enter Shikari är ett brittiskt post-hardcoreband. De bildades år 2003 i St. Albans, Hertfordshire där alla fyra bandmedlemmarna kommer ifrån. Innan Enter Shikari bildades hade Rou, Rob, och Chris ett band som hette Hybryd, sedan kom Liam "Rory" Clewlow med och de bildade Enter Shikari. Bandets namn är taget efter en av medlemmarnas släktings båt som hette Shikari. Shikari betyder också ”Jägare”, på bland annat persiska, hindi, och nepalesiska. Deras debutalbum, Take to the Skies släpptes 19 mars 2007 och nådde plats fyra på den officiella albumlistan i Storbritannien.
Bandet lyckades få en mindre succé i musikbranschen, trots att de tackade nej till erbjudanden från många av de stora skivbolagen. Istället valde de att gå sin egen väg och tecknade deras eget independentskivbolag Ambush Reality, med hjälp av deras distributör.
Under 2003 till 2004, släppte bandet tre demos som man kund köpa på deras spelningar och på hemsidan. I augusti 2006 släppte de singeln “Mothership”, endast för nerladdning, låten blev veckans singel på iTunes. Deras första cd-singel blev en nyinspelning av "Sorry You're Not a Winner" och "OK Time for Plan B", som tidigare hade funnits med på en av deras demos. Singeln släpptes 30 oktober 2006 och gjordes i 1 000 kopior av varje format och tog slut inom den första veckan. I mitten av januari 2007 kom första singeln "Mothership" med på Storbritanniens downloadlistan i en vecka på plats nummer 151.
Detta följdes veckan efter av "Sorry You're Not a Winner" / "OK Time for Plan B", som fick plats 182 på singellistan och plats 146 på downloadlistan.
I januari 2007 kom Enter Shikari femma i BBC online's "Sound of 2007", en undersökning som gjordes av flera musikkritiker om vilka band de trodde skulle bli stora år 2007. Nästa singel som släpptes var "Anything Can Happen in the Next Half Hour", i mars. Detta var deras första singel som släpptes från deras kommande debutalbum. Den kom 27:a på singellistan i Storbritannien.
Enter Shikaris debutalbum, Take to the Skies, släpptes 19 mars 2007 och 25 mars nådde det plats 4 på albumlistan i Storbritannien. Albumet innehöll många av låtarna som varit med på tidigare demos och tidigare släppta singlar. 18 juni släpptes Enter Shikaris fjärde singel, "Jonny Sniper". Musikvideon hade premiär 21 maj.
12 november 2007 släpptes "The Zone" som innehåller de flesta låtarna från "Take To The Skies" och några låtar till.
Rous bärbara dator med material till det kommande albumet stals backstage när de spelade på ”Camden Electric Ballroom” 7 november 2007. Enligt skivbolaget Ambush Reality är datorn återupphittad.
Enter Shikari gjorde en grym livekonsert med låten "Adieu". Den riktiga låten har de inte gjort någon video av.

## Medlemmar
- Rou Reynolds — sång, programmering, synthesizer, keyboard, akustisk gitarr, rytmgitarr, trumpet, percussion (1999–)
- Chris Batten — basgitarr, sång, synthesizer, percussion (1999–)
- Rob Rolfe — trummor, percussion, bakgrundssång (1999–)
- Liam "Rory" Clewlow — sologitarr, sång, percussion (2003–)

Bildgalleri

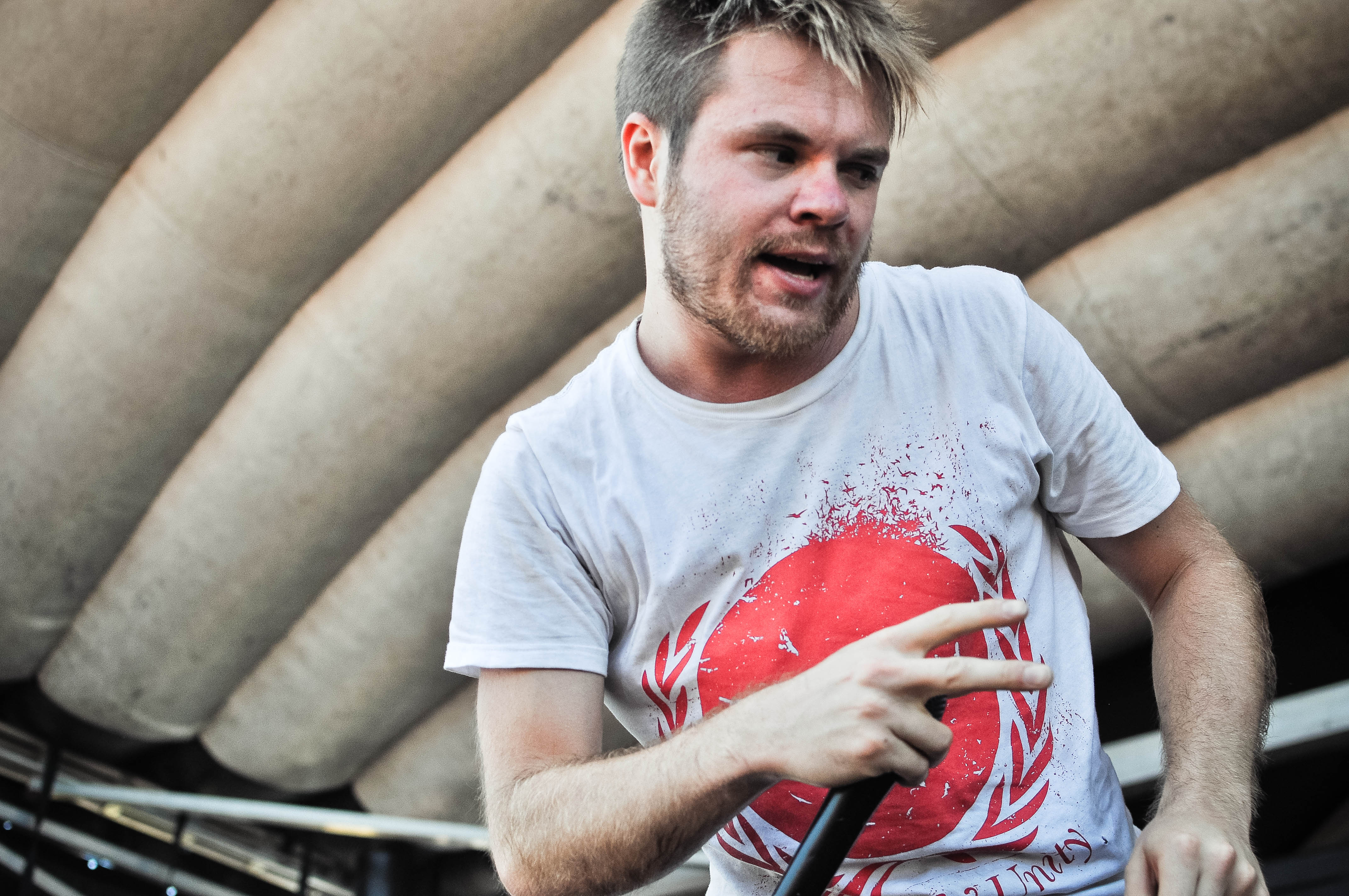
Rou Reynolds
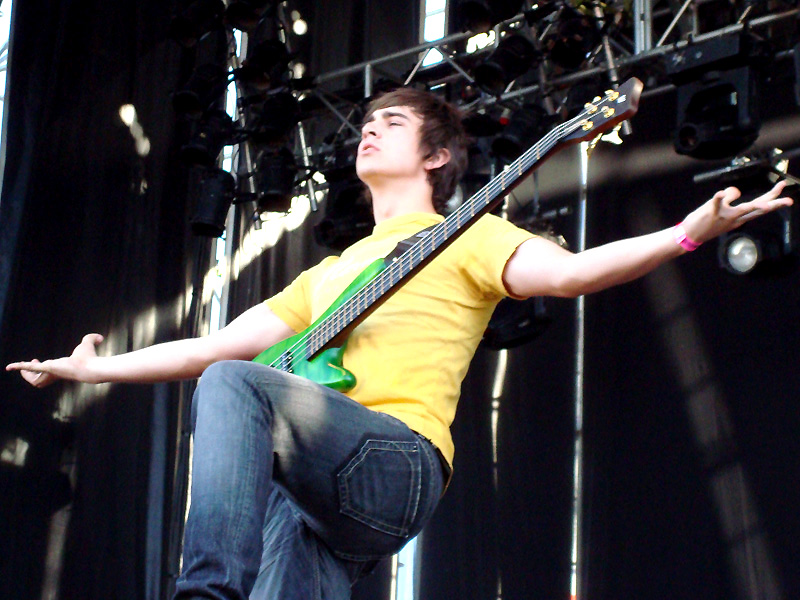
Chris Batten
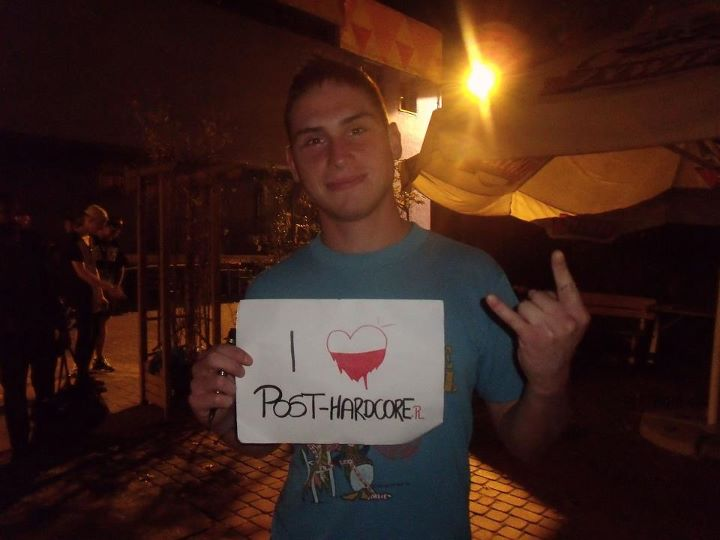
Rob Rolfe
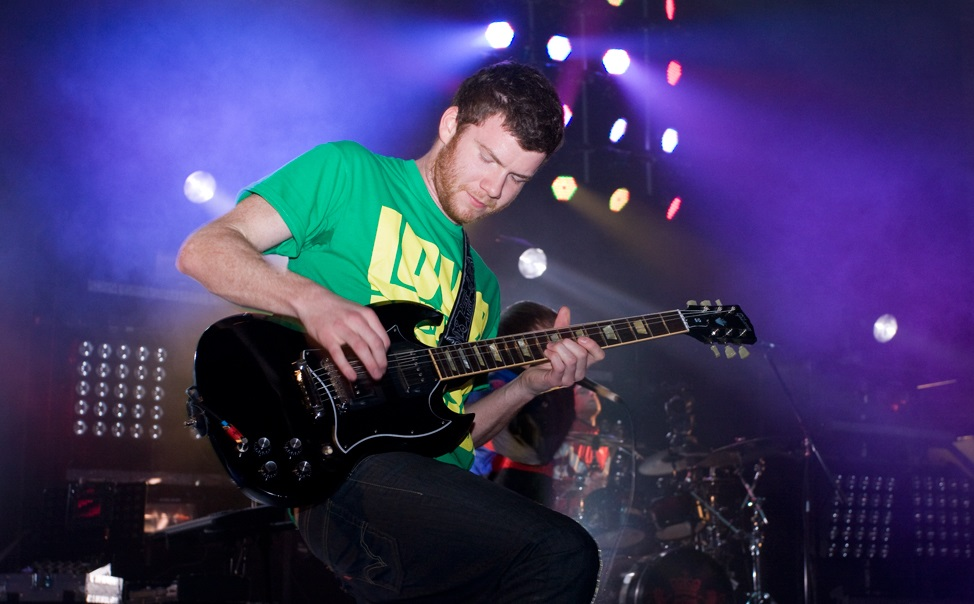
Rory Clewlow

## Diskografi

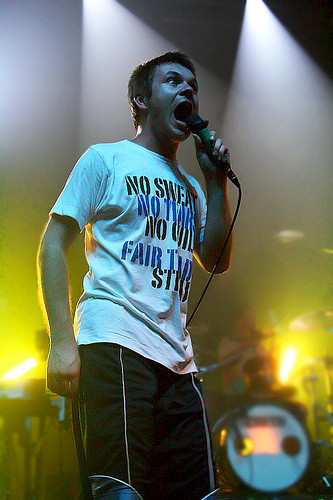
Live, London Astoria

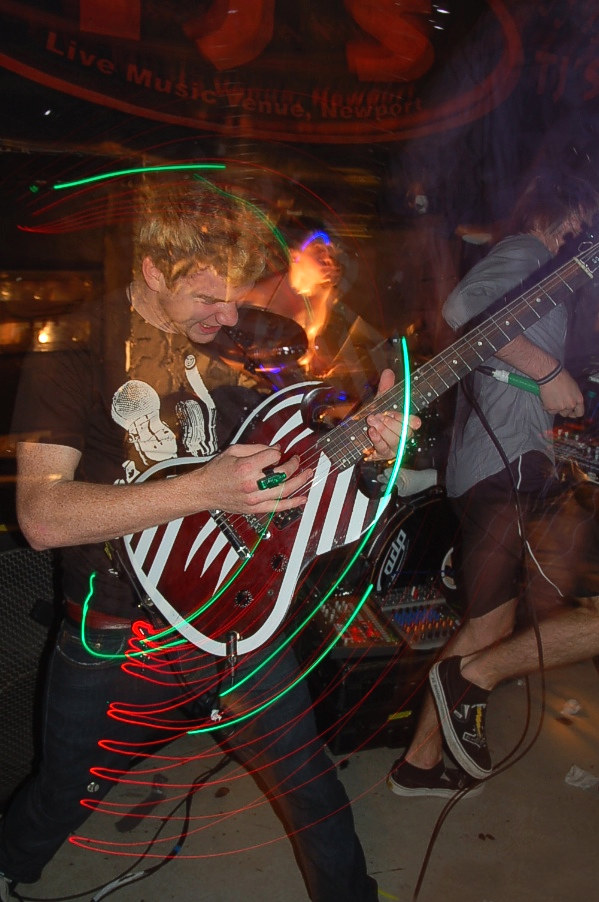
Enter Shikari live i Newport, South Wales 2006

### Studioalbum
- 2007 – Take to the Skies
- 2009 – Common Dreads
- 2012 – A Flash Flood of Colour
- 2015 – The Mindsweep
- 2017 – The Spark

### EP
- 2003 – Nodding Acquaintance
- 2003 – Sorry You're Not a Winner
- 2004 – Anything Can Happen in the Next Half Hour
- 2009 – Quelle Surprise
- 2012 – Rout Remixes
- 2012 – Live in London NW5 2012. EP
- 2013 – Rat Race EP
- 2015 – Covers
- 2016 – Live & Acoustic at Alexandra Palace
- 2017 – Live Slow. Die Old.

### Livealbum
- 2009 – Live at Milton Keynes - Bootleg Series Volume 1
- 2010 – Live at Rock City - Bootleg Series Volume 2
- 2011 – Live from Planet Earth - Bootleg Series Volume 3
- 2012 – Live in London. W6. March 2012. - Bootleg Series Volume 4
- 2013 – Live in the Barrowland - Bootleg Series Volume 5
- 2016 – Enter Shikari Live at Deezer
- 2016 – Live at Alexandra Palace
- 2019 – Live at Alexandra Palace 2
- 2019 – Take to the Skies: Live in Moscow. May 2017

### Samlingsalbum
- 2007 – The Zone
- 2010 – Tribalism

### Singlar
- 2006 – "Mothership"
- 2006 – "Sorry You're Not a Winner/OK! Time for Plan B"
- 2007 – "Anything Can Happen in the Next Half Hour..."
- 2007 – "Jonny Sniper"
- 2008 – "We Can Breathe in Space, They Just Don't Want Us to Escape"
- 2009 – "Juggernauts"
- 2009 – "No Sleep Tonight"
- 2010 – "Destabilise"
- 2011 – "Quelle Surprise"
- 2011 – "Sssnakepit"
- 2011 – "Gandhi Mate, Gandhi"